# Beth Moysés
Beth Moysés (São Paulo, 1960) es una artista experimental brasileña, cuya obra feminista está basada en el uso de materiales domésticos relacionados con el afecto y la violencia de género, su trabajo se muestra mediante diferentes formas de representación visual en formatos multidisciplinares como fotografías, vídeos, instalaciones y performances. Ha sido profesora hasta el año 2014 en la Universidad FAAP de São Paulo.

## Trayectoria
Se licenció en Bellas Artes en Fundación Armando Alvares Penteado de São Paulo en 1983 y se especializó en Comunicación Visual, realizando un máster en Bellas Artes en la Universidad Estatal de Campinas en 2004 y un doctorado en Comunicación y Semiótica en la Universidad Católica Pontificia de São Paulo.
Activista feminista, colabora asiduamente desde sus inicios como artista con grupos de mujeres contra los malos tratos, realizando trabajos participativos con una gran carga social. Sus trabajos colaborativos, claramente feministas de denuncia, tratan sobre temas como la dependencia y discriminación que sufren las mujeres en el mundo, la relación del amor y la violencia de género, las relaciones de pareja, a través de sus trabajos y proyectos colectivos terapéuticos liberadores.
Desde mediados de los años noventa, Beth ha trabajado frecuentemente con el traje de novia femenino, como metáfora del amor de pareja y felicidad; con estos trajes ha vestido a cientos de mujeres en diversas ciudades de diferentes países, en una performance titulada "Memoria del afecto", una performance entre el arte, la denuncia y la catarsis liberadora de las participantes. Comisariada por Margarita Aizpuru en Sevilla, la artista explica el proceso de esta exposición y performance: 

"Mi primera participación fue en Sevilla, en la performance "Memoria del afecto", donde, vestidas de novia y en parejas, recorrimos en procesión el centro de la ciudad con un testimonio en nuestras manos de texto o fotográfico, que hacía referencia a la violencia de género, bien sufrida sobre cada una de nosotras o bien sobre alguien conocido. Al concluir el recorrido, unidas en un gran círculo, depositamos en el centro el testimonio que portábamos cada una, formando una montaña de fuego, el fuego con un fin liberador. Las participantes éramos de procedencia muy diversa, desde mujeres estudiantes, artistas, hasta mujeres salidas de la cárcel, ex profeso para este evento. Fue muy impactante en las horas previas de la preparación, mientras nos vestíamos con los barrocos vestidos de novia que había traído de Brasil, pudimos hablar con las mujeres presas, nos contaron los motivos de su encarcelamiento, para ellas fueron unas horas de libertad, ya que debían regresar de la mano de la trabajadora social al concluir la procesión. Fue una dramática experiencia."

Ha participado en ferias internacionales, en 1996 FIA Feira Ibero Americana de Arte, Caracas, Venezuela. La Feria de Arte contemporáneo FIAC de Paris en los años 1997, 1999, y la feria ARCO de Madrid 2001, 2002, 2006, 2008, 2009. En 2008 presentó en la galería Fernando Pradilla ubicada en el Pabellón 14 y en la sala performin su performance Lecho rojo, donde diez mujeres de distintas edades, procedencias y profesiones, desnudas de torso, con margaritas en el pelo, sentadas en círculo en un suelo cubierto de sábanas blancas, se ponían en relación con una buena porción de carmín rojo, entre ellas la actriz y artista  plástica taiwanesa Huichi Chiu, la actriz y directora cubano-española Orisel Gaspar Rojas y la actriz y profesora brasileña Elizabeth Firmino Pereira.
Entre otras exposiciones destacan "La costilla maldita" en el año 2005 en el Centro Atlántico de Arte Moderno de las Islas Canarias. En el año 2009 participa en la exposición colectiva comisariada por Macu Morán, "Mujeres Indomables", una gran exposición de mujeres artistas celebrada en la Fundación Miró y BAC – CCCB ambas instituciones de Barcelona.
En el mismo año presenta “Miedo”, Performance Enterramiento de un trabajo en El Cementerio de los artistas Morille (España). “Diluidas em Água” - Performance, proyecto “Bem Querer Mulher” Pinacoteca do Estado de São Paulo. São Paulo, S.P. - Brasil. (2011). En el año 2015. “Herencia de mi Padre” Galeria Fernando Pradilla, Madrid, España. “Removing Pain” Performance instalación (25 de noviembre de 2010); “Recuerdos Velados” Performance pública (Día Internacional de La Mujer”) (2010); "Diluidas en Água”, Performance en La Plaza Mayor en el 5º Festival de Las Artes de Castilla y León, Salamanca, España.
En el año 2016, realiza la performance participativa "Los campos de batalla", dicha acción consiste en reunir a un grupo de mujeres ataviadas de blanco concentradas en un círculo purificador. Otra acción es la titulada "Desatar los tiempos". En 2017 realizó la performance titulada “Águas transitórias” en Oporto, Portugal.

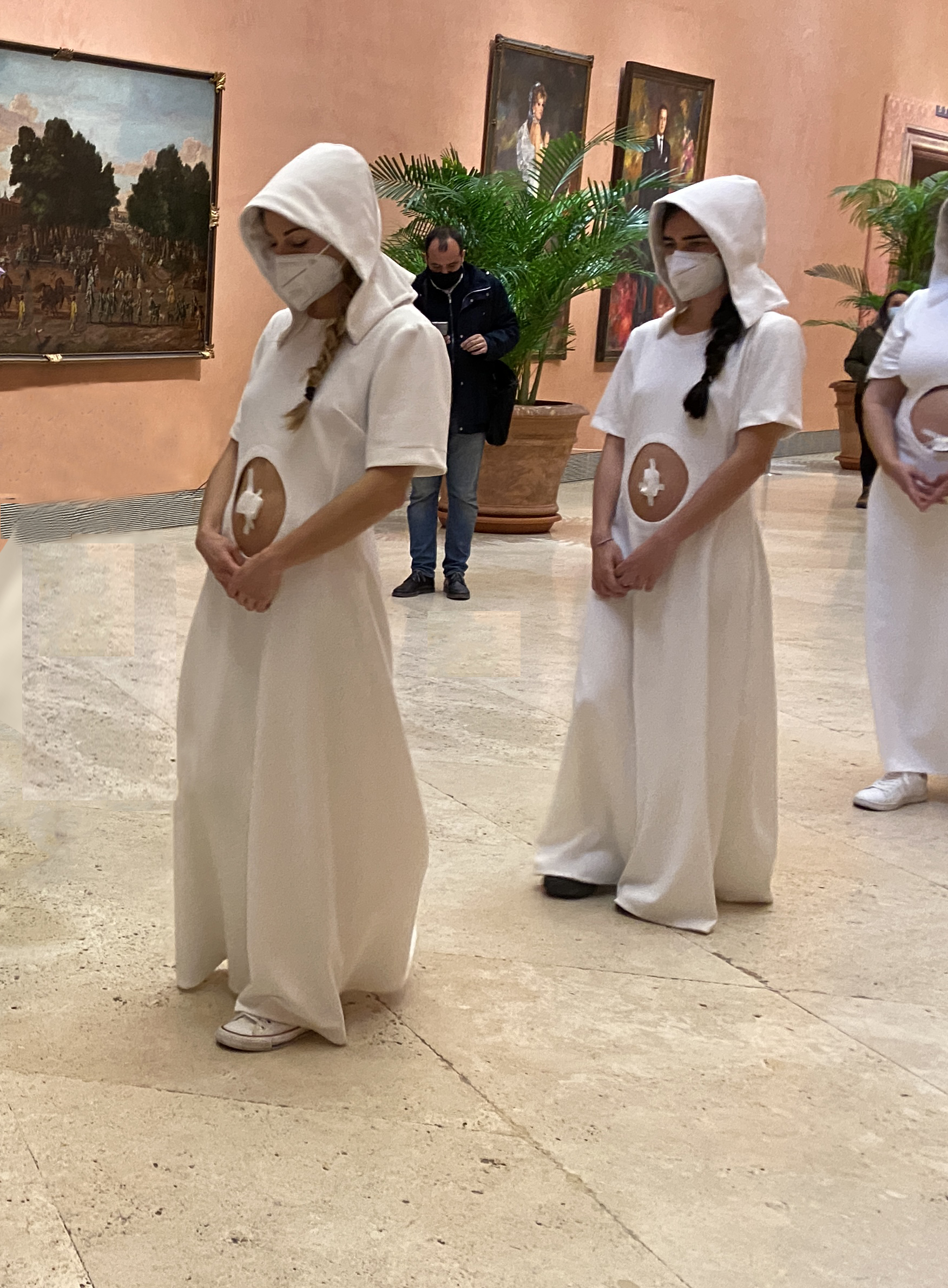
Performance de Beth Moysés en el Museo Thyssen de Madrid el año 2022.

Se presenta la video performance Cárcel de Amor" en el Museo Nacional Centro de Arte Reina Sofía de Madrid, España, en el festival de fotografía Photoespaña, en el año 2005, posteriormente viaja a diferentes museos y centros de arte en España como en el museo Artium de Alava, CAB de Burgos, La Panera en Lleida, Instituto de la Mujer en Málaga y en Córdoba. Participa en el Ciclo de Video-Arte Latino-Americano, Museo Instituto Valenciano de Arte Moderno, IVAM, Valencia, en el año 2007. Así como en el New Media Festival 07 en Miami, USA.
Ha participado en los diversos ciclos de FEMINISARTE, comisariados por Margarita Aizpuru. En la exposición FEMINISARTE IV: Mujeres y narraciones estéticas genéricas, una muestra internacional de arte desde la perspectiva de géner. Moisés participó junto a las españolas Amalia Ortega, María Cañas, Marina Núñez, Marina Rodríguez Vargas, Cristina Mejías, Mara León, Paloma Navares, La Ribot, Mar García Ranedo y Carmela García; Marisa González, así como las latinoamericanas Ambra Polidori (México), Teresa Serrano (México), Natalia Granada (Colombia), María José Argenzio (Ecuador), y las europeas Anna Jonsson (Suecia), Teresa Ribuffo (Italia). Se estrenó en Madrid en las salas de Centro-Centro Cibeles del Ayuntamiento de Madrid en el año 2017, esta exposición itineró por diferentes países Latinoamericanos. En años anteriores este proyecto de Arte y Género FEMINISARTE se celebró en Sevilla.

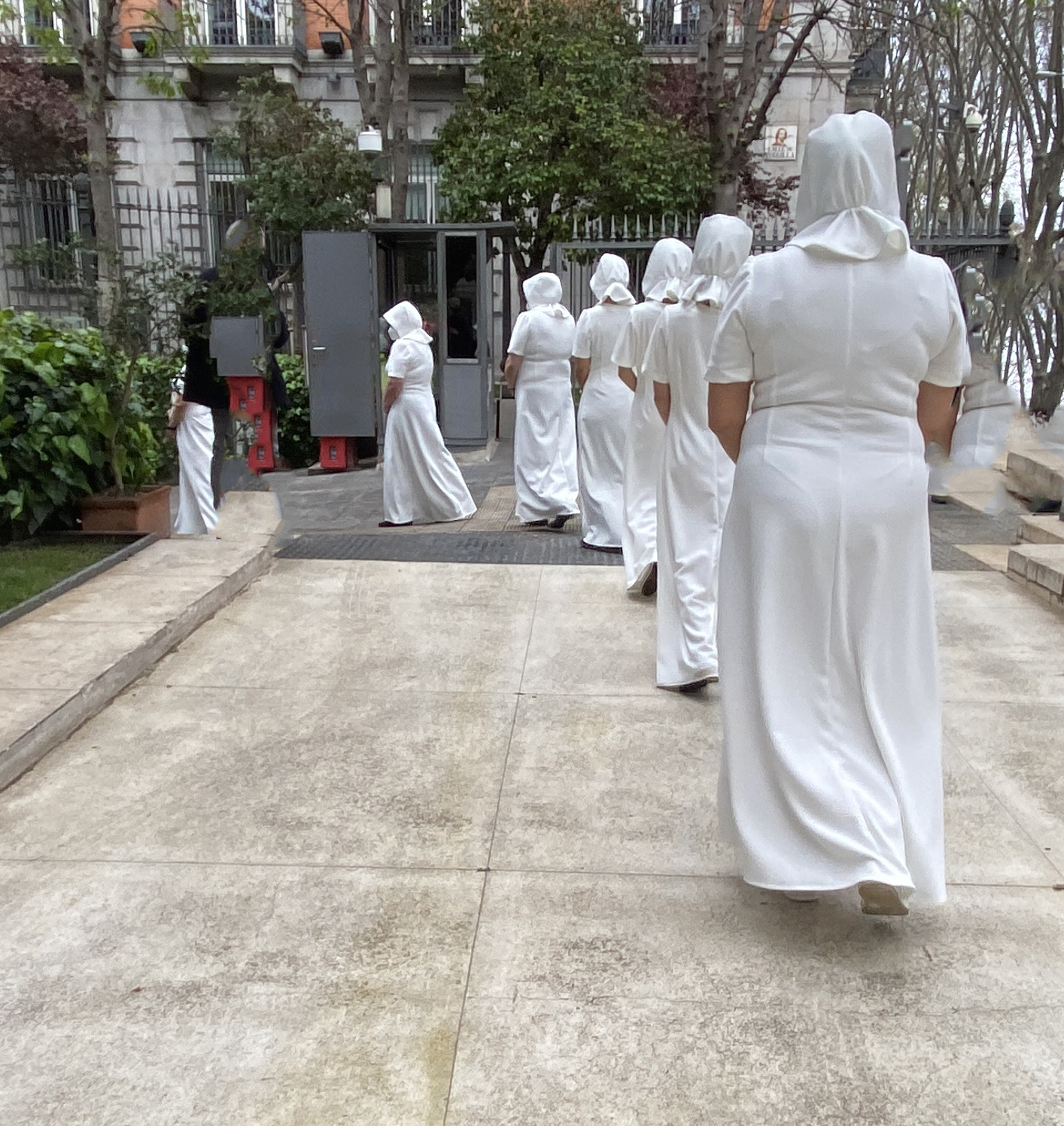
Performance de Beth Moysés Sembrar el cuerpo en el Museo Thyssen de Madrid.

Trabaja con la Galeria Fernando Pradilla de Madrid en cuyas salas ha realizado varias exposiciones, en el  2018 realiza su exposición individual con el título Still thinking of you. Este proyecto consta de diversas fotografías y vídeos y un "work in progress" colaborativo en el cual, con la participación de los visitantes, se va confeccionando un gran manto compuesto por fragmentos de vendaje blancos con las iniciales bordadas de las mujeres asesinadas en España por violencia de género. En el año 2021, presenta una nueva exposición  en esta galería.
Además, ha comisariado un proyecto ajeno a su actividad habitual: la exposición titulada "La corteza del alma" una selección de artistas afines a la temática feminista de denuncia que ella postula. Dicha exposición la realizó en la galería Fernando Pradilla de Madrid en el año 2016.
En el año 2022, el 23 de marzo, realiza una performance en el Museo Nacional Thyssen-Bornemisza de Madrid titulada Sembrar el cuerpo dentro del ciclo Visión y presencia comisariado por Semíramis González.

## Obra en colecciones y museos
- Modern and contemporary art en el Trinity College Dublin, Irlanda. (2010).
- Colección Museo de Bellas Artes de Santander - España (2008).
- Colección MEIAC, Museo Extremeño e Iberoamericano de Arte Contemporáneo - Badajoz- España, (2008).
- Colección DA2 Museo Domus Artium - Salamanca - España (2007).
- Instituto Valenciano de Arte Moderno – IVAM – España (2007).
- Museo Vostell Malpartida SA – España.
- Colección Museo Nacional Centro de Arte Reina Sofía (MNCARS) Madrid, España (2006).
- Colección Comunidad de Madrid – Madrid – España.
- Colección Centro Cultural de España – Montevideo – Uruguay (2005).
- Colección Museu de Arte Contemporânea, MACUSP Ibirapuera – São Paulo – SP-Brasil (2003).
- Colección Museu de Arte Brasileira, MAB, FAAP São Paulo- SP – Brasil (2002).
- Colección Centro Cultural Banco do Brasil – São Paulo – SP – Brasil (2001).
- Colección UNAMA (Premio adquisición) – Belém – PA – Brasil (1996).